# 小行星9127
小行星9127（9127 Brucekoehn）是一颗绕太阳运转的小行星，为主小行星带小行星。该小行星于1998年4月30日发现。

## 轨道参数
小行星9127的轨道半长轴为3.1805570 UA，离心率为0.111。